# Mametz (Somme)
Mametz is een plaats en voormalige gemeente in het Franse departement Somme in de regio Hauts-de-France en telt 165 inwoners (1999). De plaats maakt deel uit van het arrondissement Péronne.

## Geschiedenis
Sedert 1 januari 2019 vormt ze samen met Carnoy de fusiegemeente Carnoy-Mametz.

## Geografie
De oppervlakte van Mametz bedraagt 7,4 km², de bevolkingsdichtheid is 22,3 inwoners per km².
De onderstaande kaart toont de ligging van Mametz (Somme) met de belangrijkste infrastructuur en aangrenzende gemeenten.

## Demografie
Onderstaande figuur toont het verloop van het inwonertal.